# Bidentotinthia borneana
Bidentotinthia borneana is een vlinder uit de familie wespvlinders (Sesiidae), onderfamilie Tinthiinae.
Bidentotinthia borneana is voor het eerst wetenschappelijk beschreven door Arita & Gorbunov in 2003. De soort komt voor in het Oriëntaals gebied.